# Screen Actors Guild Awards 2013
Screen Actors Guild Awards 2013 var den 19:e upplagan av Screen Actors Guild Awards som belönade skådespelarinsatser i filmer och TV-produktioner från 2012. Galan hölls vid Shrine Auditorium i Los Angeles, Kalifornien den 27 januari 2013.

## Vinnare och nominerade
Vinnarna listas i fetstil.

### Film
| Bästa manliga huvudroll | Bästa kvinnliga huvudroll |
| --- | --- |
| - Daniel Day-Lewis – Lincoln - Bradley Cooper – Du gör mig galen! - John Hawkes – Mitt längtande hjärta - Hugh Jackman – Les Misérables - Denzel Washington – Flight | - Jennifer Lawrence – Du gör mig galen! - Jessica Chastain – Zero Dark Thirty - Marion Cotillard – Rust and Bone - Helen Mirren – Hitchcock - Naomi Watts – The Impossible |
| Bästa manliga biroll | Bästa kvinnliga biroll |
| - Tommy Lee Jones – Lincoln - Alan Arkin – Argo - Javier Bardem – Skyfall - Robert De Niro – Du gör mig galen! - Philip Seymour Hoffman – The Master | - Anne Hathaway – Les Misérables - Sally Field – Lincoln - Helen Hunt – Mitt längtande hjärta - Nicole Kidman – The Paperboy - Maggie Smith – Hotell Marigold              |
| Bästa rollbesättning i en film | |
| - Argo – Ben Affleck, Alan Arkin, Kerry Bishé, Kyle Chandler, Rory Cochrane, Bryan Cranston, Christopher Denham, Tate Donovan, Clea DuVall, Victor Garber, John Goodman, Scoot McNairy och Chris Messina - Hotell Marigold – Judi Dench, Celia Imrie, Bill Nighy, Dev Patel, Ronald Pickup, Maggie Smith, Tom Wilkinson och Penelope Wilton - Les Misérables – Isabelle Allen, Samantha Barks, Sacha Baron Cohen, Helena Bonham Carter, Russell Crowe, Anne Hathaway, Daniel Huttlestone, Hugh Jackman, Eddie Redmayne, Amanda Seyfried, Aaron Tveit och Colm Wilkinson - Lincoln – David Costabile, Daniel Day-Lewis, Sally Field, Joseph Gordon-Levitt, Hal Holbrook, Tommy Lee Jones, James Spader och David Strathairn - Du gör mig galen! – Bradley Cooper, Robert De Niro, Anupam Kher, Jennifer Lawrence, Chris Tucker och Jacki Weaver | |
| Bästa stuntensemble i en film | |
| - Skyfall - The Amazing Spider-Man - The Bourne Legacy - The Dark Knight Rises - Les Misérables | |

### Television
| Bästa manliga skådespelare i en dramaserie | Bästa kvinnliga skådespelare i en dramaserie |
| --- | --- |
| - Bryan Cranston – Breaking Bad - Steve Buscemi – Boardwalk Empire - Jeff Daniels – The Newsroom - Jon Hamm – Mad Men - Damian Lewis – Homeland | - Claire Danes – Homeland - Michelle Dockery – Downton Abbey - Jessica Lange – American Horror Story: Asylum - Julianna Margulies – The Good Wife - Maggie Smith – Downton Abbey |
| Bästa manliga skådespelare i en komediserie | Bästa kvinnliga skådespelare i en komediserie |
| - Alec Baldwin – 30 Rock - Ty Burrell – Modern Family - Louis C.K. – Louie - Jim Parsons – The Big Bang Theory - Eric Stonestreet – Modern Family | - Tina Fey – 30 Rock - Edie Falco – Nurse Jackie - Amy Poehler – Parks and Recreation - Sofía Vergara – Modern Family - Betty White – Hot in Cleveland                           |
| Bästa manliga skådespelare i en TV-film eller miniserie | Bästa kvinnliga skådespelare i en TV-film eller miniserie |
| - Kevin Costner – Hatfields & McCoys - Woody Harrelson – Game Change - Ed Harris – Game Change - Clive Owen – Hemingway & Gellhorn - Bill Paxton – Hatfields & McCoys | - Julianne Moore – Game Change - Nicole Kidman – Hemingway & Gellhorn - Charlotte Rampling – Restless - Sigourney Weaver – Political Animals - Alfre Woodard – Steel Magnolias   |
| Bästa rollbesättning i en dramaserie | |
| - Downton Abbey – Hugh Bonneville, Zoe Boyle, Laura Carmichael, Jim Carter, Brendan Coyle, Michelle Dockery, Jessica Brown Findlay, Siobhan Finneran, Joanne Froggatt, Iain Glen, Thomas Howes, Rob James-Collier, Allen Leech, Phyllis Logan, Elizabeth McGovern, Sophie McShera, Lesley Nicol, Amy Nuttall, David Robb, Maggie Smith, Dan Stevens och Penelope Wilton - Boardwalk Empire – Steve Buscemi, Chris Caldovino, Bobby Cannavale, Meg Chambers Steedle, Charlie Cox, Jack Huston, Patrick Kennedy, Anthony Laciura, Kelly Macdonald, Gretchen Mol, Vincent Piazza, Paul Sparks, Michael Stuhlbarg, Shea Whigham och Anatol Yusef - Breaking Bad – Jonathan Banks, Betsy Brandt, Bryan Cranston, Laura Fraser, Anna Gunn, RJ Mitte, Dean Norris, Bob Odenkirk, Aaron Paul, Jesse Plemons och Steven Michael Quezada - Homeland – Morena Baccarin, Thimothée Chalamet, Claire Danes, Rupert Friend, David Harewood, Diego Klattenhoff, Damian Lewis, David Marciano, Navid Negahban, Jackson Pace, Mandy Patinkin, Zuleikha Robinson, Morgan Saylor och Jamey Sheridan - Mad Men – Ben Feldman, Jay R. Ferguson, Jon Hamm, Jared Harris, Christina Hendricks, Vincent Kartheiser, Robert Morse, Elisabeth Moss, Jessica Paré, Teyonah Parris, Kiernan Shipka, John Slattery, Rich Sommer och Aaron Staton  | |
| Bästa rollbesättning i en komediserie | |
| - Modern Family – Aubrey Anderson-Emmons, Julie Bowen, Ty Burrell, Jesse Tyler Ferguson, Nolan Gould, Sarah Hyland, Ed O'Neill, Rico Rodriguez, Eric Stonestreet, Sofía Vergara och Ariel Winter - 30 Rock – Scott Adsit, Alec Baldwin, Tina Fey, Judah Friedlander, Jane Krakowski, Jack McBrayer, Tracy Morgan och Keith Powelll - The Big Bang Theory – Mayim Bialik, Kaley Cuoco, Johnny Galecki, Simon Helberg, Kunal Nayyar, Jim Parsons och Melissa Rauch - Glee – Dianna Agron, Chris Colfer, Darren Criss, Samuel Larsen, Vanessa Lengies, Jane Lynch, Jayma Mays, Kevin McHale, Lea Michele, Cory Monteith, Heather Morris, Matthew Morrison, Alex Newell, Chord Overstreet, Amber Riley, Naya Rivera, Mark Salling, Harry Shum, Jr. och Jenna Ushkowitz - Nurse Jackie – Mackenzie Aladjem, Eve Best, Jake Cannavale, Bobby Cannavale, Peter Facinelli, Edie Falco, Dominic Fumusa, Arjun Gupta, Lenny Jacobson, Ruby Jerins, Paul Schulze, Anna Deavere Smith, Stephen Wallem och Merritt Wever - The Office – Leslie David Baker, Brian Baumgartner, Creed Bratton, Clark Duke, Jenna Fischer, Kate Flannery, Ed Helms, Mindy Kaling, Ellie Kemper, Angela Kinsey, John Krasinski, Jake Lacy, Paul Lieberstein, B.J. Novak, Oscar Nuñez, Craig Robinson, Phyllis Smith, Catherine Tate och Rainn Wilson | |
| Bästa stuntensemble i en TV-serie | |
| - Game of Thrones - Boardwalk Empire - Breaking Bad - Sons of Anarchy - The Walking Dead | |

### Screen Actors Guild Life Achievement Award
- Dick Van Dyke